# Саду (Сибињ)
Саду (рум. Sadu) насеље је у Румунији у округу Сибињ у општини Саду. Oпштина се налази на надморској висини од 565 m.

## Историја
Према државном шематизму православног клира у Чоду је 1846. године било три свештеника. Били су то пароси: поп Стефан Стефановић, поп Димитрије Поповић и поп Никола Савовић. Село има тада 347 породица, а њему припада и парохијска филијала Хелтау (Чизнедија) са још 32 породице. По свему судећи то је било преостало старо српско насеље у околини Сибиња.

## Становништво
Према подацима из 2002. године у насељу је живело 2472 становника.

### Попис2002.
| Расподела становништва по националности 2002.‍ | Расподела становништва по националности 2002.‍ | Расподела становништва по националности 2002.‍ | Расподела становништва по националности 2002.‍ | Расподела становништва по националности 2002.‍ |
| --------------------------------------------- | --------------------------------------------- | --------------------------------------------- | --------------------------------------------- | --------------------------------------------- |
|                                               |                                               |                                               |                                               |                                               |
| Румуни                                        | Румуни                                        |                                               | 2.437                                         | 98,7%                                         |
| Роми                                          | Роми                                          |                                               | 31                                            | 1,3%                                          |